# Багата наречена
«Бага́та нарече́на» (рос. Богатая невеста) — радянський фільм-музична комедія 1937 року знятий в Україні на кінокомпанії Українфільм. 

## Сюжет
На збиранні врожаю в одному з українських колгоспів працюють комсомольці — тракторист Павло та колгоспниця Маринка, що закохані одне в одного. Але рахівник Ковінько також має симпатію до Маринки й робить їм різні капості.

## В ролях
- Федір Куріхін — дід Наум
- Марина Ладиніна — Маринка Лукаш
- Борис Безгін — Павло Згара
- Іван Любєзнов — рахівник Ковінько
- Степан Шагайда — перукар
- Анна Дмоховська — Палага Федорівна
- Олександр Антонов — Данило Будяк
- Іван Матвіїв — Сєнька
- Любов Свєшникова — Фроська
- Дмитро Капка — бригадир

Анну Дмоховську за роль Палаги Федорівни нагороджено Орденом «Знак Пошани» (1938).